# Feuerland (1988)
Feuerland ist ein Dokumentarfilm des DEFA-Studios für Dokumentarfilme von Volker Koepp aus dem Jahr 1988. 

## Handlung
Es handelt sich hier um einen Dokumentarfilm über einen Teil der Oranienburger Vorstadt in Berlin-Mitte. Bereits in der Mitte des 19. Jahrhunderts wurde die Gegend zwischen der Chausseestraße, Invalidenstraße, Ackerstraße und der Wilhelm-Pieck-Straße Feuerland genannt. Die vielen Maschinenfabriken und Eisengießereien prägten die Gegend und gaben ihr den Namen. Das Hauptgeschehen des Films spielt sich in der Gaststätte Borsig-Eck ab, die in der Borsigstraße, Ecke Tieckstraße liegt. Es ist eine einfache Eckkneipe, wie sie es vor dem Zweiten Weltkrieg in dieser Gegend mindestens an jeder Ecke gab, da es ein richtiges Arbeiterviertel war und ist. Dort wird geheiratet, gibt es Stammkunden, Laufkundschaft, junge Mädchen, die nur mal eine Bockwurst essen wollen, Rentner, Punks, Arbeiter und Krankgeschriebene, also bunter Mix der Gesellschaft.
Von hier aus gibt es Ausflüge zum Borsig-Bürohaus in der Chausseestraße mit dem gegenüber liegenden Dorotheenstädtische Friedhof und dem Brecht-Haus. Ein Stück weiter, in der gleichen Straße, wirft die Kamera einen Blick in die Räumlichkeiten des Ballhauses Berlin, wo zum Tanz aufgespielt wird. Noch weiter in der gleichen Straße, besucht das Team ein Fußballspiel im Stadion der Weltjugend. Das Stadtbad Gartenstraße wird gezeigt, das nach 60 Jahren saniert und modernisiert werden muss. Blicke werden auch auf die Markthalle VI, die sogenannte Ackerhalle und auf das Altdeutsche Ballhaus geworfen. Auch die Bauarbeiter aus Neubrandenburg, die in ihrem Bauwagen in der Tieckstraße ihre Pause verbringen, werden interviewt. Nach ihren Aussagen haben sie noch für mindestens drei Jahre Aufträge im Wohnungsbau in Berlin.
Der Film zeigt auf authentische Art und Weise ein Stück Alltagsleben im Berlin des Jahres 1987.

## Produktion
Feuerland wurde unter dem Arbeitstitel Chausseestraße als Schwarzweißfilm gedreht und hatte seine festliche Premiere anlässlich des 5. Jahrgangs der Diskussionsveranstaltung „Angebote – neue DEFA-Dokumentarfilme“ am 14. Januar 1988 im Berliner Kino Babylon.
Die Dramaturgie lag in den Händen von Annerose Richter. 